# Amor (invitados especiales: matrimonio y divorcio)
Amor (invitados especiales: matrimonio y divorcio), en hangul 결혼작사 이혼작곡 (literalmente Letra de matrimonio y música de divorcio); título internacional Love (ft. Marriage and Divorce), es una serie televisiva surcoreana protagonizada por Sung Hoon, Lee Tae-gon, Park Joo-mi, Lee Ga-ryeong, Lee Min-young, Jeon Soo-kyeong y Jeon No-min. Su primer capítulo se emitió en TV Chosun el 23 de enero de 2021, con horario de sábado y domingo a las 21:00 horas (hora local coreana). Está distribuida en todo el mundo a través de la plataforma Netflix.
La temporada 2 se transmitió en TV Chosun desde el 12 de junio todos los sábados y domingos a las 21:00 (hora local coreana) hasta el 8 de agosto de 2021. También está disponible para transmisión en Netflix.
Tras el cierre de la segunda temporada se informó de la preparación de una tercera temporada, la cual fue estrenada el 26 de febrero a las 9:00 (KST). Los dieciséis capítulos también son distribuidos por Netflix.

## Sinopsis
Es una historia que ocurre cuando la desgracia golpea repentinamente a tres mujeres en diferentes grupos de edad, en sus 30, 40 y 50 años. Se trata de la disonancia de las parejas que buscan el amor verdadero.

## Reparto

### Principal
- Sung Hoon como Pan Sa-hyeon, abogado.
  - Kang Shin-hyo como Sa-hyeon (tercera temporada).[9]
- Lee Tae-gon como Shin Yu-shin, director de Neuropsiquiatría en un hospital.
  - Kwon Hyuk-jong como Yu-shin (tercera temporada).
- Park Joo-mi como Sa Pi-young, mujer de Yu-shin, productora de programas de radio.
- Lee Ga-ryeong como Boo Hye-ryung, mujer de Sa-hyeon, presentadora de programas de radio.
- Jeon Soo-kyung como Lee Si-eun, guionista de programas de radio.
- Jeon No-min como Park Hae-ryun, marido de Si-eun, profesor del Departamento de Teatro.

### Secundario
- Kim Eung-soo como Pan Mun-ho, padre de Sa-hyeon, presidente del Signal Country Club.
- Kim Bo-yeon como Kim Dong-mi, madrastra de Yu-shin.
  - Lee Hye-sook como Dong-mi (tercera temporada).[10]
- Noh Joo-hyun como Shin Gi-rim, padre de Yu-shin.
- Lee Hyo-chun como Mo Seo-hyang, madre de Pi-young.
- Lee Jong-nam como So Ye-jeong, madre de Sa-hyeon.
- Moon Sung-ho como Seo Ban, ingeniero de programas de radio, colega de Pi-young, Hye-ryung y Si-eun.
- Lee Min-young como Song Won, traductora de chino y amante de Sa-hyeon.
- Song Ji-in como A Mi, modelo y amante de Yu-shin.
- Lim Hye-young como Nam Ga-bin, actriz de musicales, colega y amante de Hae-ryun.
- Yoon Seo-hyun como Jo Woong, director del Hospital de Medicina China, padre biológico de A Mi.
- Jeon Hye-won como Park Hyang-gi, hija de Si-eun y Hae-ryun, hermana mayor de Woo-ram.[11]
- Im Han-bin como Park Woo-ram, hijo de Si-eun y Hae-ryun.
- Park Seo-kyung como Shin Ji-ah, hija de Yu-shin y Pi-young.
- Shin Soo-ho como Mr. Yoon, colega de Sa-hyun.
- Bu Bae como Seo Dong-ma, hermano menor de Ban, exnovio de Ga-bin.
- Bae Yoo-ri como Joon-jae, el ama de llaves de la familia Pan.

### Apariciones especiales

#### Primera temporada
- Oh Seung-ah como Lee Yeon-hee, colega de Pi-young, Hye-ryung y Si-eun (ep. 1).
- Shin Joo-ah como Lee Soo-jung, la esposa del novio de Yeon-hee.
- Hyun Suk como un amigo de Mun-ho (ep. 3).
- Yoon Woo-ri como presentador de radio (ep. 1).
- Park Jun-myeon, como maestra de guardería (ep. 13).
- Yoon Hae-young como Ji Su-hui, la madre de A Mi, antigua amante de Jo Woong (ep. 16).[12]
- Seo Yu-ri.
- April 2nd, grupo musical, invitado a la transmisión de radio (ep. 1).

#### Segunda temporada
- Lee Sook como Mo Seo-ri, la hermana menor de Seo-hyang.[12]
- Hong Ji-yoon (cameo en una canción).[13]
- Lim Baek-cheon como invitado en un programa de radio presentado por Boo Hye-ryung.[14]
- Park Sang-min como un cantante en la calle (ep. 14).[15]

## Producción
Esta serie es la primera que firma en su vuelta a la industria televisiva la guionista Phoebe (seudónimo de Lim Seong-han), cinco años después de haber anunciado su retirada. Phoebe suscribió un contrato exclusivo con Jidam Inc. a principios de agosto de 2020 y declaró que su próximo proyecto se estrenaría en la primera mitad de 2021.
Es la tercera ocasión en que Lee Tae-gon trabaja sobre un guion de Phoebe (las anteriores fueron su debut, Dear Heaven, de 2005, y Assorted Gems, de 2009). Asimismo, Sung Hoon había sido protagonista de New Tales of Gisaeng (2011), serie escrita también por Phoebe. Para Park Joo-mi es su regreso a la televisión con un papel destacado tras la serie The Flower in Prison, de 2016.
Al término de las emisiones de la primera temporada, se anunció la producción de una segunda temporada, cuyo rodaje comenzó el 8 de marzo de 2021 y que estaba programada para emitirse en el primer semestre del mismo año.
En enero de 2022 se anunció la transmisión de la tercera temporada a partir de finales de febrero, con la ausencia de algunos de los protagonistas (Lee Tae-gon, Sung-hoon y Kim Bo-yeon, más el director de las dos primeras temporadas Yoo Jung-jun). Sung-hoon y Lee Tae-gon fueron sustituidos respectivamente por Kang Shin-hyo y Kwon Hyuk-jong.

## Audiencia

#### Temporada 1
El primer episodio registró un índice de audiencia nacional del 6.9 %, lo que convierte a la serie en la mejor calificada actualmente de las emitidas por TV Chosun, superando otras producciones como Queen: Love and War, Kingmaker: The Change of Destiny, y Grand Prince.
El octavo episodio registró una audiencia promedio a nivel nacional del 9.7 %, lo que le hizo ocupar el vigésimo cuarto lugar entre las series con mayor audiencia en la historia de la televisión por cable coreana.

#### Temporada 2
La temporada 2 de la serie continuó con una aceptación creciente del público: terminó con su episodio final emitido el 8 de agosto, que registró una calificación promedio a nivel nacional del 16,58 %, su calificación más alta entre las dos temporadas y la más alta conseguida nunca por una serie de TV Chosun. También se convirtió en el octavo drama de mayor audiencia en la historia de la televisión por cable coreana.

#### Temporada 3
El primer capítulo de la tercera temporada obtuvo un 6,3 % de audiencia a nivel nacional, dato muy inferior al último capítulo de la segunda (16,58 %), pero superior al primer capítulo de esta (4,27 %).

### Tablas
| Índices de audiencia (temporada 1) | Índices de audiencia (temporada 1) | Índices de audiencia (temporada 1) | Índices de audiencia (temporada 1) | Índices de audiencia (temporada 1) |
| Episodio | Parte                              | Fecha de emisión                   | Índice de audiencia (AGB Nielsen)  | Índice de audiencia (AGB Nielsen)  |
| Episodio | Parte                              | Fecha de emisión                   | Nacional                           | Seúl                               |
| --- | ---------------------------------- | ---------------------------------- | ---------------------------------- | ---------------------------------- |
| 1 | 1                                  | 23 de enero de 2021                | 5.708 % (4.º)                      | 5.295 % (3.º)                      |
| 1 | 2                                  | 23 de enero de 2021                | 6.864 % (2.º)                      | 6.771 % (1.º)                      |
| 2 | 1                                  | 24 de enero de 2021                | 5.838 % (4.º)                      | 5.782 % (4.º)                      |
| 2 | 2                                  | 24 de enero de 2021                | 7.178 % (2.º)                      | 7.095 % (1.º)                      |
| 3 | 1                                  | 30 de enero de 2021                | 7.257 % (3.º)                      | 6.900 % (2.º)                      |
| 3 | 2                                  | 30 de enero de 2021                | 8.899 % (1.º)                      | 8.719 % (1.º)                      |
| 4 | 1                                  | 31 de enero de 2021                | 6.417 % (3.º)                      | 6.564 % (2.º)                      |
| 4 | 2                                  | 31 de enero de 2021                | 7.582 % (1.º)                      | 7.756 % (1.º)                      |
| 5 | 1                                  | 6 de febrero de 2021               | 7.869 % (2.º)                      | 8.393 % (2.º)                      |
| 5 | 2                                  | 6 de febrero de 2021               | 9.062 % (1.º)                      | 9.813 % (1.º)                      |
| 6 | 1                                  | 7 de febrero de 2021               | 5.849 % (4.º)                      | 6.366 % (4.º)                      |
| 6 | 2                                  | 7 de febrero de 2021               | 8.138 % (1.º)                      | 8.348 % (1.º)                      |
| 7 | 1                                  | 13 de febrero de 2021              | 7.521 % (3.º)                      | 8.529 % (2.º)                      |
| 7 | 2                                  | 13 de febrero de 2021              | 8.034 % (1.º)                      | 8.705 % (1.º)                      |
| 8 | 1                                  | 14 de febrero de 2021              | 8.171 % (3.º)                      | 8.719 % (2.º)                      |
| 8 | 2                                  | 14 de febrero de 2021              | 9.656 % (1.º)                      | 10.021 % (1.º)                     |
| 9 | 1                                  | 20 de febrero de 2021              | 7.562 % (2.º)                      | 7.772 % (2.º)                      |
| 9 | 2                                  | 20 de febrero de 2021              | 7.671 % (1.º)                      | 7.868 % (1.º)                      |
| 10 | 1                                  | 21 de febrero de 2021              | 8.002 % (2.º)                      | 8.218 % (2.º)                      |
| 10 | 2                                  | 21 de febrero de 2021              | 8.664 % (1.º)                      | 8.475 % (1.º)                      |
| 11 | 1                                  | 27 de febrero de 2021              | 7.047 % (2.º)                      | 6.752 % (2.º)                      |
| 11 | 2                                  | 27 de febrero de 2021              | 8.171 % (1.º)                      | 8.073 % (1.º)                      |
| 12 | 1                                  | 28 de febrero de 2021              | 7.637 % (2.º)                      | 7.550 % (2.º)                      |
| 12 | 2                                  | 28 de febrero de 2021              | 8.656 % (1.º)                      | 8.487 % (1.º)                      |
| 13 | 1                                  | 6 de marzo de 2021                 | 6.516 % (3.º)                      | 6.527 % (2.º)                      |
| 13 | 2                                  | 6 de marzo de 2021                 | 8.288 % (1.º)                      | 8.271 % (1.º)                      |
| 14 | 1                                  | 7 de marzo de 2021                 | 7.573 % (2.º)                      | 7.654 % (2.º)                      |
| 14 | 2                                  | 7 de marzo de 2021                 | 8.328 % (1.º)                      | 8.365 % (1.º)                      |
| 15 | 1                                  | 13 de marzo de 2021                | 5.708 % (3.º)                      | 5.380 % (3.º)                      |
| 15 | 2                                  | 13 de marzo de 2021                | 8.434 % (1.º)                      | 8.486 % (1.º)                      |
| 16 | 1                                  | 14 de marzo de 2021                | 7.130 % (2.º)                      | 7.763 % (2.º)                      |
| 16 | 2                                  | 14 de marzo de 2021                | 8.751 % (1.º)                      | 8.979 % (1.º)                      |
| Promedio | Promedio                           | Promedio                           | 7.631 %                            | 7.762 %                            |
| - En esta tabla, en azul se representan los índices más bajos, y en rojo los más altos. - Las series emitidas por canales de televisión de pago tienen normalmente una audiencia inferior respecto a las emitidas por los canales que emiten en abierto (KBS, SBS, MBC y EBS). |                                    |                                    |                                    |                                    |

| Índices de audiencia (temporada 2) | Índices de audiencia (temporada 2) | Índices de audiencia (temporada 2) | Índices de audiencia (temporada 2) | Índices de audiencia (temporada 2) |
| Episodio | Parte                              | Fecha de emisión                   | Índice de audiencia AGB Nielsen    | Índice de audiencia AGB Nielsen    |
| Episodio | Parte                              | Fecha de emisión                   | Nacional                           | Seúl                               |
| --- | ---------------------------------- | ---------------------------------- | ---------------------------------- | ---------------------------------- |
| 1 | 1                                  | 12 de junio de 2021                | 4.277 % (6.º)                      | 3.887 % (8.º)                      |
| 1 | 2                                  | 12 de junio de 2021                | 4.903 % (5.º)                      | 4.971 % (3.º)                      |
| 2 | 1                                  | 13 de junio de 2021                | 4.409 % (5.º)                      | 4.532 % (5.º)                      |
| 2 | 2                                  | 13 de junio de 2021                | 5.079 % (3.º)                      | 4.996 % (4.º)                      |
| 3 | 1                                  | 19 de junio de 2021                | 5.415 % (4.º)                      | 5.225 % (4.º)                      |
| 3 | 2                                  | 19 de junio de 2021                | 6.093 % (3.º)                      | 5.887 % (2.º)                      |
| 4 | 1                                  | 20 de junio de 2021                | 5.893 % (4.º)                      | 5.964 % (3.º)                      |
| 4 | 2                                  | 20 de junio de 2021                | 6.219 % (2.º)                      | 6.279 % (2.º)                      |
| 5 | 1                                  | 26 de junio de 2021                | 5.017 % (4.º)                      | 5.468 % (4.º)                      |
| 5 | 2                                  | 26 de junio de 2021                | 6.418 % (2.º)                      | 6.681 % (2.º)                      |
| 6 | 1                                  | 27 de junio de 2021                | 6.525 % (3.º)                      | 6.640 % (3.º)                      |
| 6 | 2                                  | 27 de junio de 2021                | 6.967 % (2.º)                      | 6.966 % (2.º)                      |
| 7 | 1                                  | 3 de julio de 2021                 | 7.760 % (3.º)                      | 7.771 % (3.º)                      |
| 7 | 2                                  | 3 de julio de 2021                 | 8.928 %(2.º)                       | 8.616 %(2.º)                       |
| 8 | 1                                  | 4 de julio de 2021                 | 8.796 %(3.º)                       | 8.855 %(3.º)                       |
| 8 | 2                                  | 4 de julio de 2021                 | 9.334 % (2.º)                      | 9.473 % (1.º)                      |
| 9 | 1                                  | 10 de julio de 2021                | 8.634 % (2.º)                      | 8.609 % (2.º)                      |
| 9 | 2                                  | 10 de julio de 2021                | 11.275 % (1.º)                     | 11.096 % (1.º)                     |
| 10 | 1                                  | 11 de julio de 2021                | 9.339 % (2.º)                      | 9.244 % (2.º)                      |
| 10 | 2                                  | 11 de julio de 2021                | 11.898 % (1.º)                     | 11.463 % (1.º)                     |
| 11 | 1                                  | 17 de julio de 2021                | 10.555 % (2.º)                     | 10.659 % (2.º)                     |
| 11 | 2                                  | 17 de julio de 2021                | 13.086 % (1.º)                     | 13.044 % (1.º)                     |
| 12 | 1                                  | 18 de julio de 2021                | 10.688 % (2.º)                     | 10.698 % (2.º)                     |
| 12 | 2                                  | 18 de julio de 2021                | 12.538 % (1.º)                     | 12.325 % (1.º)                     |
| 13 | 1                                  | 24 de julio de 2021                | 10.487 % (2.º)                     | 10.334 % (2.º)                     |
| 13 | 2                                  | 24 de julio de 2021                | 13.222 % (1.º)                     | 13.032 % (1.º)                     |
| 14 | 1                                  | 1 de agosto de 2021                | 10.107 % (2.º)                     | 10.705 % (2.º)                     |
| 14 | 2                                  | 1 de agosto de 2021                | 12.617 % (1.º)                     | 13.307 % (1.º)                     |
| 15 | 1                                  | 7 de agosto de 2021                | 12.178 % (2.º)                     | 12.824 % (2.º)                     |
| 15 | 2                                  | 7 de agosto de 2021                | 14.811 % (1.º)                     | 15.407 % (1.º)                     |
| 16 | 1                                  | 8 de agosto de 2021                | 13.792 % (2.º)                     | 13.934 % (2.º)                     |
| 16 | 2                                  | 8 de agosto de 2021                | 16.582 %(1.º)                      | 16.453 %(1.º)                      |
| Promedio |                                    |                                    |                                    |                                    |
| - En esta tabla, en azul se representan los índices más bajos, y en rojo los más altos. - Las series emitidas por canales de televisión de pago tienen normalmente una audiencia inferior respecto a las emitidas por los canales que emiten en abierto (KBS, SBS, MBC y EBS). |                                    |                                    |                                    |                                    |

| Índices de audiencia (temporada 3) | Índices de audiencia (temporada 3) | Índices de audiencia (temporada 3) | Índices de audiencia (temporada 3) | Índices de audiencia (temporada 3) | Índices de audiencia (temporada 3) |
| Episodio | Parte                              | Fecha de emisión                   | Índice de audiencia Nielsen Korea  | Índice de audiencia Nielsen Korea  |                                    |
| Episodio | Parte                              | Fecha de emisión                   | Nacional                           | Seúl                               |                                    |
| --- | ---------------------------------- | ---------------------------------- | ---------------------------------- | ---------------------------------- | ---------------------------------- |
| 1 | 1                                  | 26 de febrero de 2022              | 5,240 % (4.º)                      | 5,204 % (4.º)                      |                                    |
| 1 | 2                                  | 26 de febrero de 2022              | 6,293 % (1.º)                      | 5,899 % (2.º)                      |                                    |
| 2 | 1                                  | 27 de febrero de 2022              | 5,772 % (3.º)                      | 5,541 % (3.º)                      |                                    |
| 2 | 2                                  | 27 de febrero de 2022              | 6,733 % (2.º)                      | 6,418 % (2.º)                      |                                    |
| 3 | 1                                  | 5 de marzo de 2022                 | 3,674 % (7.º)                      | 3,763 % (6.º)                      |                                    |
| 3 | 2                                  | 5 de marzo de 2022                 | 7,150 % (1.º)                      | 7,008 % (2.º)                      |                                    |
| 4 | 1                                  | 6 de marzo de 2022                 | 4,533 % (4.º)                      | 4,659 % (4.º)                      |                                    |
| 4 | 2                                  | 6 de marzo de 2022                 | 7,501 % (2.º)                      | 7,757 % (2.º)                      |                                    |
| 5 | 1                                  | 12 de marzo de 2022                | 4,327 % (4.º)                      | 4,600 % (4.º)                      |                                    |
| 5 | 2                                  | 12 de marzo de 2022                | 7,812 % (1.º)                      | 8,041 % (1.º)                      |                                    |
| 6 | 1                                  | 13 de marzo de 2022                | 5,526 % (3.º)                      | 5,368 % (4.º)                      |                                    |
| 6 | 2                                  | 13 de marzo de 2022                | 7,880 % (1.º)                      | 7,794 % (2.º)                      |                                    |
| 7 | 1                                  | 19 de marzo de 2022                | 4,503 % (3.º)                      | 4,853 % (3.º)                      |                                    |
| 7 | 2                                  | 19 de marzo de 2022                | 8,444 % (1.º)                      | 9,182 % (1.º)                      |                                    |
| 8 | 1                                  | 20 de marzo de 2022                | 5,575 % (3.º)                      | 5,412 % (3.º)                      |                                    |
| 8 | 2                                  | 20 de marzo de 2022                | 8,468 % (1.º)                      | 8,168 % (2.º)                      |                                    |
| 9 | 1                                  | 26 de marzo de 2022                | 5,525 % (3.º)                      | 5,575 % (3.º)                      |                                    |
| 9 | 2                                  | 26 de marzo de 2022                | 9,159 % (1.º)                      | 9,463 % (1.º)                      |                                    |
| 10 | 1                                  | 2 de abril de 2022                 | 4,360 % (4.º)                      | 4,520 % (3.º)                      |                                    |
| 10 | 2                                  | 2 de abril de 2022                 | 8,572 % (1.º)                      | 8,496 % (1.º)                      |                                    |
| 11 | 1                                  | 9 de abril de 2022                 | 7,244 % (2.º)                      | 8,026 % (2.º)                      |                                    |
| 11 | 2                                  | 9 de abril de 2022                 | 8,985 % (1.º)                      | 9,614 % (1.º)                      |                                    |
| 12 | 1                                  | 16 de abril de 2022                | 7,167 % (2.º)                      | 8,033 % (2.º)                      |                                    |
| 12 | 2                                  | 16 de abril de 2022                | 8,372 % (1.º)                      | 9,360 % (1.º)                      |                                    |
| 13 | 1                                  | 23 de abril de 2022                | 7,521 % (2.º)                      | 8,158 % (2.º)                      |                                    |
| 13 | 2                                  | 23 de abril de 2022                | 8,929 % (1.º)                      | 9,479 % (1.º)                      |                                    |
| 14 | 1                                  | 24 de abril de 2022                | 6,276 % (2.º)                      | 6,509 % (2.º)                      |                                    |
| 14 | 2                                  | 24 de abril de 2022                | 7,501 % (1.º)                      | 7,336 % (1.º)                      |                                    |
| 15 | 1                                  | 30 de abril de 2022                | 7,598 % (2.º)                      | 7,773 % (2.º)                      |                                    |
| 15 | 2                                  | 30 de abril de 2022                | 8,949 % (1.º)                      | 9,229 % (1.º)                      |                                    |
| 16 | 1                                  | 1 de mayo de 2022                  | 9,147 % (2.º)                      | 8,900 % (2.º)                      |                                    |
| 16 | 2                                  | 1 de mayo de 2022                  | 10,395 % (1.º)                     | 10,030 % (1.º)                     |                                    |
| Promedio |                                    |                                    |                                    |                                    |                                    |
| - En esta tabla, en azul se representan los índices más bajos, y en rojo los más altos. - Las series emitidas por canales de televisión de pago tienen normalmente una audiencia inferior respecto a las emitidas por los canales que emiten en abierto (KBS, SBS, MBC y EBS). |                                    |                                    |                                    |                                    |                                    |

## Recepción crítica
Para Lee Jung-hyun (Yonhap News), los altos índices de audiencia obtenidos por la serie han confirmado el talento de la guionista, Phoebe, en la creación de series de éxito. En concreto, esta serie ha mostrado limitaciones para atraer al público joven, pero ha obtenido la sólida atención de los espectadores adultos y de mayor edad. Por otra parte, «uno de los logros de este trabajo es volver a despertar el atractivo de los actores de mediana edad presentando parejas de diversas edades, desde los 30 hasta los 50 años».
Chung Deok-hyun (PDJournal) nota en primer lugar que para la vuelta la guionista Phoebe no podía elegir un canal más adecuado que TV Chosun, cuya audiencia principal está formada por espectadores de mediana edad, más familiarizados con el estilo y las historias de sus «dramas inmorales», del que este es un ejemplo típico. El método utilizado por ella de crear un marco estimulante y acumular en él personajes y relaciones sorprendentes o que causan incomodidad en el espectador parece muy manido y estereotipado, aunque el éxito de audiencia indica que sigue funcionando.